# Romina Yan
Romina Yankelevich, (Buenos Aires, 5 de setembro de 1974 — San Isidro, 28 de setembro de 2010), foi uma atriz e cantora argentina que ganhou reconhecimento interpretando Belén Fraga (Carolina Correia), a protagonista da novela argentina Chiquititas . Ela morreu no dia 28 de setembro de 2010, em Buenos Aires, vítima de parada cardíaca ocasionada por um aneurisma. Sua morte repentina causou choque na mídia e na sociedade argentina.

## Biografia
Filha da atriz e produtora Cris Morena e do diretor e produtor de televisão Gustavo Yankelevich. Romina foi a quarta geração de uma família argentina dedicada à televisão. Seu bisavô Jaime Yankelevich é considerado um dos fundadores da televisão Argentina, com seus filhos continuando o legado da família.
Em entrevista à revista Para Ti , ela confirmou que sofria de anorexia na adolescência:
Casada com Darío Giordano, em 1998, com quem teve três filhos, Franco, Valentín e Azul. Na entrevista à Para Ti, ela reconheceu que encontrou o equilíbrio fazendo terapia e conhecendo o marido, Darío.

### Início da carreira e consagração
Sua primeira aparição na televisão argentina foi em 1991, como parte da equipe do programa ‘’Jugate comigo“, dirigido por sua mãe, Cris Morena, e produzido por seu pai, Gustavo Yankelevich . Sem dizer quem ela era (apenas sua mãe sabia), ela participou de todo o elenco até ser escolhida. Três anos depois, em 1994, ela estreou como atriz na versão original da comédia Meu Cunhado  e em seguida participou da minissérie “Quereme”.
Em 1995, sua mãe estava trabalhando com a Telefe para criar uma novela infantil, Chiquititas , que estreou em agosto daquele ano. A história, que contava as aventuras de um grupo de órfãos que moravam em um orfanato, teve Romina Yan como protagonista, que interpretou Belén Fraga (conhecida como Carolina Corrêa ou simplesmente Carol no Brasil), diretora do orfanato, a 'mãe' e 'guia' dos pequenos órfãos. Graças a Chiquititas, alcançou fama internacional, tornando-se conhecida em países como Israel , Brasil e México .
Com a estreia da versão brasileira de Chiquititas em 1997, a apresentadora Xuxa Meneghel recebeu Romina e as ‘chiquititas’ argentinas e brasileiras simultaneamente. O elenco da versão brasileira chegara recentemente à Argentina, onde iam morar para a gravação da novela. A personagem de Romina Yan foi um êxito no Brasil, sendo encarnada pela atriz Flávia Monteiro, com o nome adaptado para ‘Carol’.
No final de 1998, no término da quarta temporada consecutiva de Chiquititas, Yan se despediu novela, deixando a televisão após quatro anos de sucesso televisivo e três apresentações teatrais, aparecendo no Gran Rex Theatre e se tornando a peça mais vista da história da Argentina, com mais de 1.000.000 de espectadores. 
Em 2000, voltou à televisão, depois de uma pausa por ter dado à luz seu primeiro filho, Franco Giordano. Ela retornou na série “Tempo Final” que foi ao ar semanalmente na Telefe. No mesmo ano, fez uma pequena participação especial no primeiro capítulo da sexta temporada de Chiquititas, dublada e exibida no Brasil pelo SBT em 2007.
Em 2001, estrelou o filme Chiquititas: Rincón de Luz, que chegou a ser anunciado no Brasil, mas nunca chegou a ser lançado no país. Ela teve uma participação especial 'chave' na final de Chiquititas.
Em 2002, ela foi chamada pela Disney Channel para apresentar o programa infantil da Playhouse Disney.  Naquele ano, ela deu à luz seu segundo filho, Valentín Giordano.
Em 2005, ao lado de Damián de Santo, criou e estrelou a comédia Amor mío , com a personagem Abril Juárez. Esta ficção foi um sucesso absoluto no horário nobre da Telefe.
Em 2006, deu à luz sua filha Azul Giordano.
Em 2008, Yan trabalhou na última comédia romântica de Cris Morena, B&B, novamente com Damián de Santo. 
Em 2009, sua mãe propôs que ela gravasse cinco episódios de sua novela juvenil, Quase Anjos . Yan aceitou, mas esses cinco capítulos acabaram sendo mais, então acabou fazendo parte do elenco principal, interpretando a hacker Ariel.
Sua última aparição foi na série da Disney Channel, "Jake & Blake", onde ela atuou como a tia do personagem interpretado por Benjamin Rojas.

## Morte
Em 28 de setembro de 2010, vítima de um aneurisma ,  ela entrou no Hospital Central de San Isidro às 16:30 horas, e sem sinais vitais. Também foi feita uma tentativa de reanimação por 50 minutos até sua morte ser declarada às 17:20.  A notícia da morte da atriz levou horas para ser confirmada pelos meios de comunicação, por medo de ser uma notícia falsa. A imprensa informou que fontes do hospital haviam revelado que a atriz chegou morta de parada cardíaca e que "não foi traumático". Segundo a história, um amigo a levou para o Hospital de Libertador e Alvear devido ao desconforto da jovem atriz, mas já era tarde demais. Por 50 minutos, eles fizeram todos os tipos de tentativas de ressuscitação, sem sucesso.
No dia 29 de setembro de 2010, o corpo de Romina Yan foi velado e sepultado em uma cerimônia privada no cemitério Del Pilar. 

### Repercussão
A morte de Romina Yan causou um grande impacto na Argentina. Horas seguidas de seu falecimento, grandes emissoras do país suspenderam sua programação, dedicando a grade à atriz. Os fãs marcharam do Obelisco para o Gran Rex Theatre , onde Romina fez grande parte de sua carreira teatral. Foi assunto nos Trending Topics do mundo, no Twitter. 
Em 29 de novembro de 2010, no último episódio da quarta temporada de Quase Anjos , Cris Morena, sua mãe, narrou uma frase em sua homenagem:
Vamos nos encontrar de novo!"
No Hospital de San Carlos de Bolívar, um pavilhão pediátrico foi fundado com o nome da atriz em dezembro de 2011.
Em 2013, uma novela chamada Aliados foi transmitida. A série abrange problemas sociais como promiscuidade, gravidez indesejada, bullying, trabalho infantil, anorexia nervosa, delinquência juvenil, alcoolismo, violência doméstica, amor, entre outros. Cris Morena, em entrevista a Susana Giménez, afirmou que esta novela é uma homenagem a Romina, e é por isso que o cantinho onde todos os seres da luz têm seus encontros se chama "ViveRo". Então ela explicou:
"Romina nunca esteve tão presente na minha vida. Quando ela estava viva, havia dias em que não conversávamos. Agora eu acordo com ela, durmo, abençoo, agradeço, celebro ela. Seja feliz, sei que ela é super feliz".
Mais tarde, em 5 de setembro de 2018, no dia em que a atriz completaria 44 anos, foi feito um especial com o nome do cantinho (ViveRo) no canal argentino Telefe (um canal que, juntamente com o Disney Channel, era um dos que a atriz dedicou mais a vida) com artistas e atores altamente populares, como Agustina Cherri , Lali Espósito, Benjamín Rojas, Peter Lanzani e seus filhos Franco, Valentín e Azul, entre outros.
No Brasil, sua morte foi notícia no G1 e demais veículos virtuais. Na televisão, através do SBT Brasil e no Tudo é Possível, apresentado por Ana Hickmann. A morte comoveu os fãs brasileiros de Quase Anjos e Chiquititas, que homenageiam a atriz até hoje. Durante a exibição da segunda versão brasileira de Chiquititas de 2013 a 2015 pelo SBT, a atriz foi recordada por vários fãs pela sua personagem, Carol, desta vez, encarnada por Manuela do Monte. 

## Filmografia
| Ano  | Título                       | Personagem                    | Notas                                 |
| ---- | ---------------------------- | ----------------------------- | ------------------------------------- |
| 1991 | Jugate conmigo               | Ela mesma                     | (Programa de TV) (1991–93)            |
| 1994 | Quereme                      | Sol Iturbe                    | (Série de TV)                         |
| 1994 | Mi cuñado                    | Lorena Picabea                | (Série de TV)                         |
| 1995 | Chiquititas                  | Belén Fraga (Carolina Corrêa) | (Série de TV) (1995–98)               |
| 1998 | Susana Giménez               | Ela própria                   | (Programa de TV)                      |
| 2000 | Tiempo final                 | Jéssica                       | (Série de TV)                         |
| 2001 | Provócame                    | Marisol Anzoátegui            | (Série de TV)                         |
| 2001 | Chiquititas: Rincón de Luz   | Belén Fraga                   | (Longa-Metragem)                      |
| 2002 | ¿Quién es Alejandro Chomski? | Ela própria                   | (Especial de TV)                      |
| 2002 | Playhouse Disney             | Herself                       | (Programa de TV)                      |
| 2003 | Abre tus ojos                | Rocío Mazzini                 | (Série de TV)                         |
| 2005 | Amor mío                     | Abril Juárez                  | (Série de TV) (Apenas como escritora) |
| 2008 | B&B: Bella y Bestia          | Bella                         | (Série de TV)                         |
| 2009 | Quase Anjos                  | Ariel                         | (Série de TV)                         |
| 2009 | Horizontal/Vertical          | Ana                           | (Longa-Metragem)                      |
| 2010 | Jack & Black                 | Agustina                      | (Série de TV)                         |